# Stege Sogn
Stege Sogn 
ist eine Kirchspielsgemeinde (dän.: Sogn) auf der Insel Møn im südlichen Dänemark.
Bis 1970 gehörte sie zur Harde Mønbo Herred im damaligen Præstø Amt, danach zur Møn Kommune im Storstrøms Amt, die im Zuge der  Kommunalreform zum 1. Januar 2007 in der Vordingborg Kommune in der Region Sjælland aufgegangen ist. Das Kirchspiel ist eines von sieben auf der Insel Møn und eines von neun in  der ehemaligen Harde.

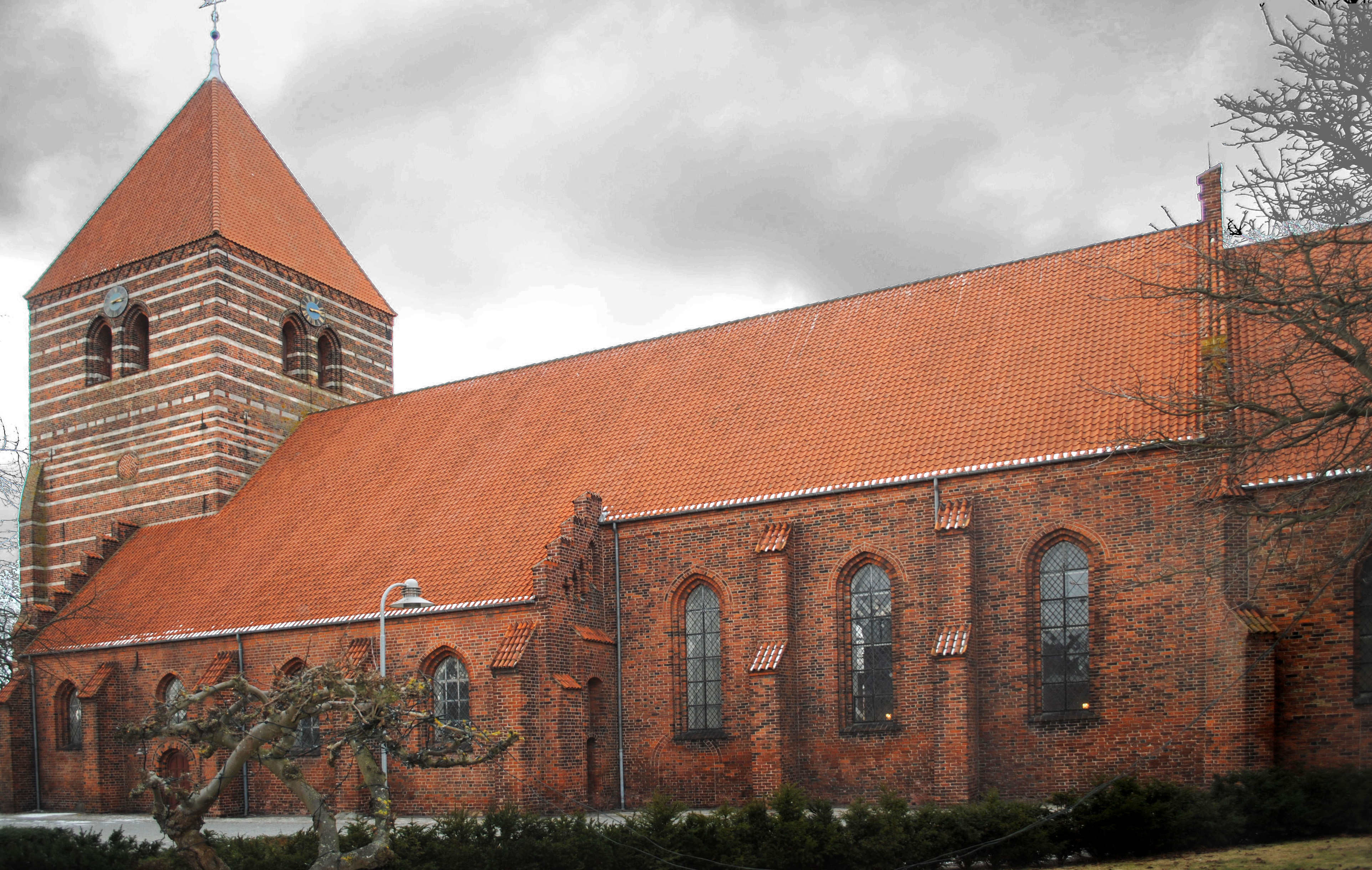
St. Hans Kirke in Stege

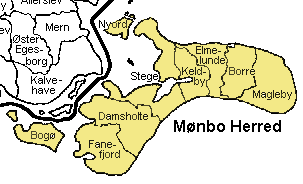
Gemeindenamen der Harde Mønbo

Die Kirche steht in der Kleinstadt Stege. Daneben umfasst das Kirchspiel noch zwanzig weitere Wohnplätze.
Von den insgesamt 4819 Einwohnern, wohnen 3765 in der Stadt (Stand: 1. Januar 2023).
Nachbargemeinden sind im Süden Damsholte Sogn und im Osten Keldby Sogn. An der Nordspitze ist Stege Sogn über einen Damm mit dem Nyord Sogn auf der gleichnamigen Insel Nyord verbunden, an der Westspitze über eine Brücke mit dem Kalvehave Sogn auf der Insel Sjælland.